# Кривенко Іван Федорович
Іван Федорович Кривенко (нар. 17 травня 1957, село Суботів, тепер Чигиринського району Черкаської області) — український радянський діяч, водій колгоспу імені Богдана Хмельницького Чигиринського району Черкаської області. Депутат Верховної Ради УРСР 11-го скликання.

## Біографія
Народився в родині сільського механізатора. Закінчив вісім класів сільської школи.
У 1973—1975 роках — тракторист колгоспу імені Богдана Хмельницького села Суботів Чигиринського району Черкаської області.
У 1975—1977 роках — служба в Радянській армії.
З 1977 року — тракторист, водій колгоспу імені Богдана Хмельницького села Суботів Чигиринського району Черкаської області. Освіта середня.
Потім — на пенсії в селі Суботові Чигиринського району Черкаської області.

## Нагороди
- ордени
- медалі